# Општина Крикау (Алба)
Крикау (рум. Cricău) општина је у Румунији у округу Алба.
Oпштина се налази на надморској висини од 337 m.